# Герловина, Римма Анатольевна
Ри́мма Анато́льевна Герло́вина (род. 21 февраля 1951, Москва) — российская художница-концептуалистка. Работает, главным образом, совместно с мужем Валерием Герловиным (о совместном творчестве см. Герловины).
Окончила славянское отделение филологического факультета МГУ.
С 1979 года вместе с мужем живёт и работает в США.

## Творчество

### Московский период

#### Бук-арт
На раннем этапе творческого пути Римма работала на стыке визуальности и поэтического искусства. Первыми её работами были визуальные повести «Сле» и «По ветру», созданные в 1973 году. Уже тогда они с Валерием составляли творческий тандем и совместно разрабатывали свои художественные идеи. Так, в ранней книге «Черепаха» (1973), имевшей форму этого животного, стихи Риммы соседствовали с иллюстрациями Валерия, выполненными в оригинальной печатной технике (монотипии, сделанные с помощью цветной копировальной бумаги).
«Пьесы для многоголосного чтения» (1974) представляли собой сброшюрованную книгу с раскладывающимися страницами разной длинны, сделанными из обойной бумаги. Эта книга предполагала одновременное чтение вслух разных партий, которые складывались в поэтический хор. К произведениям такого же типа (полифонические партитуры) относятся «Пение птицы для Иры» и «Размышление о сестре Ире» для трех и пяти голосов (1973—1974) и «Четыре прелюдии к рождению» (1974). Поэма «Четыре прелюдии к рождению» была выполнена на свитке и включала в себя пять поэтических партий на славянских языках: русском, болгарском, польском, чешском и сербском.
Генрих Сапгир так вспоминал её эксперименты в области бук-арта:

мастерила книги-стихотворения с бесконечными строками: книга раскрывается, как ширма, и через все страницы тянется строка нерасчлененных слов, слитых в одно нескончаемое слово. Есть у неё книга, в которой стихи записаны для одновременного произнесения несколькими читателями. Получается хоровое пение стихов.

#### Кубики
Визуальные повести стали предшественниками кубиков, которые Римма с Валерием создавали на протяжении 70х-80х годов. Первая серия кубиков была сделана в 1974 году. Они представляли собой интерактивные концептуальные объекты в форме кубиков со стороной 8 см. Чаще всего полые кубики были сделаны из картона, обтянутого тканью, имели открывающуюся крышку (или несколько), содержали надписи снаружи и внутри, иногда в них вкладывались кубики поменьше или другие объекты. Художественный эффект достигался за счет игры с самой формой кубика и тех действий, которые можно было с ним проделать, причем важнейшую роль играли надписи, дающие указания или комментирующие действия зрителя.
Так, например, на кубике «Душа» надпись на крышке гласила «Душа. Не открывать, а то улетит!», а когда зритель открывал крышку, обнаруживал внутри надпись «Вот и улетела!». Из этого примера видно, что первоочередную роль в кубиках играла интерактивность, исследование их устройства.

По словам самих художников,
«Каждый кубик является аллегорической единицей времени, пространства или человеческого характера».
Среди кубиков можно назвать такие как «Душа», «Квинтэссенция», «Куб в форме тетраэдра» (1974), «Лицо Политбюро», «Групповой секс», «Красный шар», «Колокольчик» (1975), «Божественная комедия» (1976). Художники создавали их спонтанно и обычно раздаривали своим знакомым.

#### Кубо-поэмы
Развивая идею кубиков, постепенно Римма перешла к созданию «кубо-поэм», то есть больших композиций, включающих в себя множество отдельных кубиков.
Первые кубо-поэмы появились уже в 1974 году, среди них «Икона». Двадцать кубиков расположены рамой, как клейма в житийной иконе, и рассказывают историю жизненного пути некого субъекта. Центр конструкции (где в житийной иконе обычно изображается сам святой) остается пустым, намекая на условность и универсальность такой биографии.
Другие кубо-поэмы этого периода: «Три ступени познания», «Три поколения», «Сердцу мило» (1975). В кубо-поэме 1975 года «Рабинович» кубик с надписью «Рабинович» можно перемещать по ячейкам с названиями разных стран, расположенных в алфавитном порядке. 
«Рай — Чистилище — Ад» (1976). Настенная конструкция, состоящая из трех секций, в которых зрители могут свободно перемещать кубики с именами исторических персонажей (всего 60 кубиков), решая, куда они попадают после смерти. Здесь, как и во многих других работах, Римма обращается к мифологическим и религиозным мотивам. Искусствовед Бобринская Е. А. отмечает, что для московского концептуализма в целом свойственно прибегать к мифологическому материалу и изобретать собственные мифы, и Римма «строит свои работы как интимную игру ума и души с анонимными архетипами, обнаруживающих имманентность мифологических ходов самой природе человеческого мышления».
«Идеальный человек» (1976). Условная человеческая фигура составлена из 52 кубиков. На каждом кубике обозначено какое-то качество в разных степенях его проявления, от позитивного до негативного (например: уродливый, некрасивый, обыкновенный, смазливый, симпатичный, красивый). Слово «обыкновенный» появляется на каждом кубике, так что зритель может собрать совершенно обыкновенный, посредственный идеал.

#### Энвайронменты
Начиная с середины 1970-х годов Римма и Валерий разрабатывали проекты особых сред, или энвайронментов, идея которых вырастает из кубиков: они как бы разрастаются до размеров помещения и включают в себя зрителя. Всего было придумано 33 таких энвайронмента, подробно описанных в специальных тетрадях, но все они существовали только на бумаге в силу отсутствия технических возможностей для их создания.
Энвайронмент «Преодоление табу» стал первым, воплощенным в жизнь, специально для выставки «Секретики: копание в советском андерграунде. 1966—1985», открывшейся в Музее современного искусства «Гараж» в декабре 2019 года.

Описание энвайронмента «Среда» (1975):
В центре сферообразной формы на пульте расположены кнопки с надписями: «Прохожий», «Голый», «Собака», «Памятник», «Афишный столб», «Окурок» и др. При нажатии одной из этих кнопок на сферической поверхности демонстрируется фильм, воспроизводящий среду с точки зрения каждого из перечисленных под кнопками существ и объектов. Например, в программе «Прохожий» показана суетная жизнь города: все люди озабоченно снуют по своим делам, не обращая друг на друга внимания. В программе «Голый» внимание всех присутствующих на экране сосредоточено на зрителе (кто улыбается, кто хохочет, кто указывает на него пальцем…) В программе «Собака» все увеличено как бы с точки зрения собаки: крупным планом показаны снующие ноги; кто-то бросает кусок хлеба; свистом подзывает собаку мальчик; «сюсюкается» старушка… В программе «Памятник», наоборот, все уменьшено с точки зрения памятника, под которым находится место свиданий: молодые люди сидят на ступеньках. В программе «Афишный столб» собравшиеся на экране пристально рассматривают столб, которым в данный момент является сам зритель, ставший центральным объектом этой сферы. Теперь он столб: кто-то читает афиши, наклеенные на нем, кто-то, озираясь, мочится на столб, кто-то проходит мимо и т. д.
Некоторые из энвайронментов: «Зеркальный куб», 1975. «Куб-вытеснитель», 1975. «Собеседник», 1976. «Тир», 1976. «Куб для размышления», 1976. «Звони в любую дверь», 1975. «Зеркальный шар», 1975. «Погружение», 1975. «Преодоление табу», 1976. «Вестибулярная комната», 1976.

### Нью-Йоркский период
В 1979 году Герловины переезжают в США, начинается американский период их творчества.

#### Кубические организмы
В Нью-Йорке Римма продолжила работать над сложными кубо-поэмами, которые составили серию «Кубические организмы» (Cubic Organisms).
Первыми в серии «Кубических организмов» появились «Переменчивые люди» (Interchangeable People), построенные по тому же принципу, что и более ранняя работа «Идеальный человек» (1976). Здесь можно назвать такие кубо-поэмы, как «Взрослый» (1981), «Ребенок» (1982), «Человек-выставка» (1982), «Человек из Вавилона» (1983). В кубо-поэме «Абсолютный роман» (1986) зритель может «сочинять» роман сам, выкладывая в разной последовательности кубики с частями предложений. Кубики двуязычны: на каждом три стороны подписаны на русском языке, три — на английском.

Сами Герловины так описывают свои интерактивные кубические работы:
«Это искусство создания образа, которое переходит с автора на зрителя, завершающего каждый раз форму произведения, которая в то же время не имеет завершения».

#### Двигающиеся объекты
В середине 80-х Римма отходит от чисто клеточных кубических структур и начинает создавать кинетические объекты разных форм и конструкций. Возникает серия «Движущиеся объекты» (Shifting Objects), в которой обязательно присутствовал некий подвижный элемент, будь то вращающиеся круги, подвижные панели или створки.
«Constitution» (1985). Этот англоязычный объект состоит из трех панелей: двигая части панелей и меняя местами приставки, корни и окончания слов, можно было изобретать разнообразные законодательные термины, вроде «disactivity» или «convolutionary», то есть модифицировать имеющуюся конституцию.
В работе «Беременная» (1986) обыгрывается идея вечно инфантильной, не способной к развитию личности. Вращая круг живота «беременной», зритель видит последовательные фазы развития человека от зародыша до полностью сложившегося организма, но он так и остается во чреве, не способный по-настоящему родиться и обрести самостоятельность. 
В творчестве Риммы и Валерия часто присутствуют философские и мифологические мотивы. Объект «Уроборос» (1986) изображает мифического змея, пожирающего собственный хвост. Зритель мог передвигать голову змея по кругу, как бусину по нитке, запуская таким образом бесконечный процесс круговорота всего живого.
Работа «Автопорт» (Selfport) построена на законе физики: зритель может вращать диск, на котором изображены цвета радуги, сливающиеся при вращении в серое пятно. Диск играет роль головы некоего персонажа, и получается, что «истинное лицо», то есть все цвета спектра, можно увидеть только остановившись, рассмотрев его в какой-то отдельный момент, но не в динамике жизни.

#### Круги
На протяжении 80-х годов Римма постепенно двигалась от кубических форм к кругу, который в тот период стал также одной из важнейших форм и для Валерия, создававшего серию металлических скульптур. Подобное взаимовлияние свойственно для творчества Герловиных, работающих в тандеме.
Часто одни и те же идеи воплощались в наших работах параллельно, но всегда с индивидуальной стилистикой.
В серии деревянных кругов Римма продолжила экспериментировать с визуальной поэзией: передвигая подвижные элементы её работ, зритель мог играть со значением слов, по новому раскрывая их смысл и связи с другими понятиями.
«Фортуна» (1988). Круг открывается в последовательности: «удача» — «неудача» — «не без удачи» (fortune — misfortune — misfortuneless), иллюстрируя изменчивость фортуны.
«День за днем» (1988). Верхний круг с надписью by в центре можно вращать, и в его четырёх круглых прорезях мелькают надписи day (day — by — day). Работа визуализирует мелькание дней.
Некоторые из этих объектов Герловины повторили позже, перенеся надписи прямо на лицо и тело, по их собственному выражению, «очеловечив» эти концепты (например, работы 1988 года «Бессмысленность смысла», «Арт», «Спиральные часы» повторены в виде фотографий в 1989 году).

## Выставки
- 1976 Выставка московских художников в мастерской Леонида Сокова/ Художник
- 1978 Rassegna sul dissenso culturale nell' Est europio/ Художник
- 1979 Zwanzig Jahre unabhangige Kunst in der Sowjetunion/20 лет неофициального искусства из Советского Союза/ Художник
- 1981 Nouvelles tendencies de l’Art Russe Non Officiel 1970—1980/ Художник
- 1982 Russian Samizdat Art (Franklin Furnace Gallery)/ Куратор
- 1982 Russian Samizdat Art (Franklin Furnace Gallery)/ Художник
- 1982 Russian Samizdat Art (Visual Studies Workshop)/ Куратор
- 1982 Russian Samizdat Art (Visual Studies Workshop)/ Художник
- 1982 Russian Samizdat Art (Chappaqua Gallery)/ Куратор
- 1982 Russian Samizdat Art (Washington Project for the Arts) / Куратор
- 1987 Ретроспекция творчества московских художников. 1957—1987. Живопись. Часть 2/ Художник
- 1989 Transit. Russian Artists between the East & West/ Художник
- 1990 Другое искусство. Москва 1956—1976/ Художник
- 1991 Современное советское искусство от «оттепели» до «перестройки»/ Художник
- 1993 Персональная выставка Rimma and Valeriy Gerlovin. Steinbaum Krauss Gallery/ Художник
- 1995 Kunst im Verborgenen. Nonkonformisten. Russland 1957—1995. Sammlung des Staatlichen Zarizino-Museums, Moskau/ Художник
- 1995 Выставка коллекции Александра Глезера/ Художник
- 1998 Praprintium. Seltene Bucher aus dem Moskauer Samizdat/ Художник
- 1999 Послевоенный русский авангард из собрания Юрия Трайсмана/ Художник
- 1999 Praprintium. Seltene Bucher aus dem Moskauer Samizdat/ Художник
- 2002 АРТ МАНЕЖ 2002. Московская международная художественная ярмарка/ Художник
- 2003 Зал московского концептуализма. Вадим Захаров. Die Geschichte der russischen Kunst — Von der russischen Avantgarde bis zur Moskauer Schule der Konzeptualisten. Berlin — Moskau/ Moskau — Berlin. 1955—2000/ Художник
- 2004 Beyond Memory: Soviet Nonconformist Photography and Photo-Related Works of Art/ Художник
- 2005 Сообщники. Коллективные и интерактивные произведения в русском искусстве 1960—2000-х/ Художник
- 2005 Remembrance. Russian Post-modern Nostalgia/ Художник
- 2009 Русский леттризм. Работа художника со словом от концептуализма до актуального искусства/ Художник
- 2012 Московский концептуализм. Начало/ Художник
- 2013 Concerning the Spiritual In Russian Art, 1965—2011. Selections from the Kolodzei Art Foundation/ Художник
- 2013 Трудности перевода/ Художник
- 2014 Перформанс в России: картография истории/ Художник
- 2016 Thinking Pictures: Moscow Conceptual Art in the Dodge Collection/ Художник
- 2018 Poetry & Performance. The Eastern European Perspective/ Художник
- 2019 Секретики: копание в советском андерграунде. 1966—1985"/ Художник